# Jannicke Mikkelsen
Jannicke Jane Mikkelsen (Edimburg, 8 de juny del 1986) és una directora de cinema noruega. És coneguda sobretot com a pionera a l'àmbit del cinema en realitat virtual. El 31 de març del 2025, esdevingué la primera astronauta noruega i alhora comandant d'una nau espacial, la Crew Dragon, en el marc de la missió espacial Fram2 organitzada per l'empresa estatunidenca SpaceX i finançada per un empresari en criptomoneda, i bilionari, Chun Wang.

## Biografia
Jannicke Mikkelsen nasqué prematuradament el 8 de juny de 1986 a la capital d'Escòcia, Edimburg, al si d'una família noruega. Al cap de poc temps però, els seus pares, Carolyn i Jan Olaf Mikkelsen van tornar a Noruega on Jannicke es va criar. Quan tenia 10 anys patigué un accident d'equitació que la va deixar paraplègica. Tanmateix va aconseguir recuperar l'ús de les cames posteriorment i de manera completa al cap de cinc anys. El seu interès per la ciència i la tecnologia es va intensificar durant la seva convalescència i quan tenia 12 anys desenvolupà una passió més important encara per la tecnologia 3D durant un projecte escolar sobre els mapes 3D que utilitza la NASA. Alhora es dedicà al patinatge; després d'algun temps fent patinatge artístic, es va reorientar cap al patinatge de velocitat d'alt nivell amb els clubs Drammen Skøiteklub i Geithus Sports Club. El 2005 acabà tercera a la categoria dels 3.000 m als Campionats Nacionals de Noruega.